# Кизил-Балик
Кизи́л-Бали́к (каз. Қызыл балық) — село у складі Атирауської міської адміністрації Атирауської області Казахстану. Адміністративний центр Атирауського сільського округу.
Населення — 3180 осіб (2021; 2202 у 2009, 2347 у 1999, 1590 у 1989).
До 2022 року село називалось Атирау.